# 沃羅齊夫
49°51′26″N 23°49′4″E / 49.85722°N 23.81778°E
沃羅齊夫（烏克蘭語：Вороців），是烏克蘭的村落，位於該國西部利沃夫州，由亞沃里夫區負責管轄，面積2平方公里，海拔高度286米，2001年人口1,228，人口密度每平方公里614人。